# الیور توئیست (فیلم تلویزیونی ۱۹۸۲)
الیور توئیست (انگلیسی: Oliver Twist) فیلمی تلویزیونی به کارگردانی کلایو دانر است که در سال ۱۹۸۲ منتشر شد.

## بازیگران
- جرج سی. اسکات
- تیم کوری
- مایکل هوردرن
- تیموتی وست
- آیلین اتکینز
- لایست آنتونی
- النور دیوید
- جان ساویدنت